# 1928 dans les parcs de loisirs
| Années des parcs de loisirs : 1925 - 1926 - 1927 - 1928 - 1929 - 1930 - 1931    |
| Décennies des parcs de loisirs : 1890 - 1900 - 1910 - 1920 - 1930 - 1940 - 1950 |

## Parcs d'attractions

### Ouverture
- Parc Gorki ( Russie)
- Playland (New York) ( États-Unis) Ouvert au public le 26 mai 1928.

### Fermeture
- Electric Park (en) à Detroit ( États-Unis)
- Manawa Park ( États-Unis)

## Attractions

### Montagnes russes
| Nom                | Type / Modèle | Constructeur                  | Parc                                     | Pays       |
| ------------------ | ------------- | ----------------------------- | ---------------------------------------- | ---------- |
| Airplane Coaster   | Bois          | Fredrick Church (en)          | Playland                                 | États-Unis |
| Brownie Coaster    | Bois junior   | William F. Mangels (en)       | Kennywood                                | États-Unis |
| Kiddie Coaster     | Bois          | Rudyard Stephen Uzzell        | Playland                                 | États-Unis |
| Montaña Suiza      | Assise        | Heidrich                      | Parque de Atracciones Monte Igueldo (es) | Espagne    |
| Niagara-Wasserbahn | Bois          |                               | Prater de Vienne                         | Autriche   |
| Whirlwind Racer    | Bois          | Harry Traver (en)             | Riverside Amusement Park                 | États-Unis |
| Wildcat            | Bois          |                               | Willow Grove Park                        | États-Unis |
| Zip                | Bois          | Philadelphia Toboggan Company | White City                               | États-Unis |

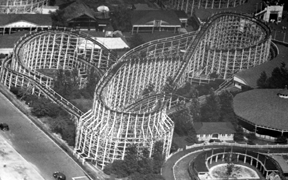
Airplane Coaster à Playland
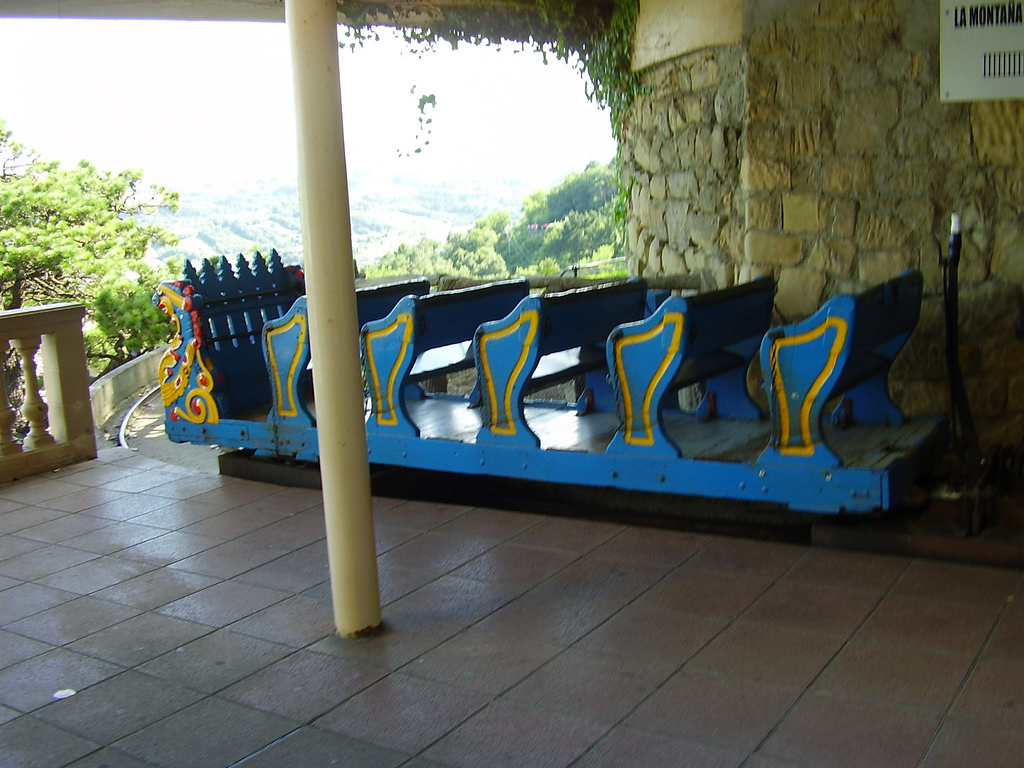
Montaña Suiza à Parque de Atracciones Monte Igueldo (es)

### Autres attractions
| Nom                  | Type / Modèle     | Constructeur                  | Parc                       | Pays       |
| -------------------- | ----------------- | ----------------------------- | -------------------------- | ---------- |
| Carousel             | Carrousel         | Philadelphia Toboggan Company | Canada's Wonderland        | Canada     |
| Firefly/Pretzel Ride | Parcours scénique | Leon Cassidy/Marvin Rempfer   | Tumbling Dam Park          | États-Unis |
| Noah's Ark           | Palais du rire    |                               | Playland at the Beach (en) | États-Unis |